# Mathilde Roth Schechter
Mathilde Roth Schechter (também conhecida como Matilda; 16 de dezembro de 1859 – 27 de agosto de 1924) foi a fundadora americana da Liga Nacional das Mulheres do Judaísmo Conservador dos EUA em 1918.

## Biografia
Mathilde nasceu na Breslávia, Prússia (atualmente Wrocław, Polônia). Ela foi casada com o Dr. Solomon Schechter, um rabino proeminente que foi chanceler do Seminário Teológico Judaico da América (JTSA). Eles viveram em Cambridge, Inglaterra, antes de imigrarem para os Estados Unidos em 1902.
Ela fundou e lecionou na Escola Religiosa e Industrial Columbia para Meninas Judias. Após ajudar Henrietta Szold na criação da Hadassah, Mathilde mais tarde serviu como sua presidente nacional de educação. A Residência Mathilde Schechter anteriormente continha moradia para estudantes de graduação do List College do Seminário Teológico Judaico da América (JTSA).
Ela faleceu no Hospital Mount Sinai em Manhattan em 27 de agosto de 1924, após uma operação.</ref>